# Adamantina
Adamantina é um município brasileiro, situado no interior do estado de São Paulo. Localiza-se a uma latitude 21°41'07'' sul e a uma longitude 51°04'21'' oeste, sua área territorial é de 411,987 km², sua população segundo o Censo Demográfico de 2022 era de 34.687 habitantes. A cidade emerge como um testemunho vivo da tenacidade humana e do espírito pioneiro, esta terra abriga não apenas uma cidade, mas uma narrativa vibrante de colonização, desenvolvimento e identidade cultural.

## Toponímia
A palavra adamantina é um adjetivo feminino singular de adamantino, que foi substantivado como nome próprio e provém do grego antigo ἀδαμάντινος (adamántinos), de ἀδάμᾱς (adámās, "diamante"; "aço") + -ῐνος (-inos, um sufixo formador de adjetivos), através do latim adamantinus que quer dizer, em relação às coisas, que tem as qualidades de "inquebrável", "inflexível", "indissolúvel", "impenetrável"; e, em relação às pessoas, que em sua ética foram lapidadas como diamantes e tem as elevadas qualidades morais de "incorruptibilidade", "determinação", "intrepidez", "resiliência" e "altivez de caráter".
O nome dado ao município respeitou o critério utilizado pela Companhia Paulista de Estrada de Ferro, segundo o qual aos locais de parada deveriam ser atribuídos nomes femininos, de acordo com uma sequência alfabética. Outra vertente histórica liga o nome da cidade a uma pessoa ligada a um dos membros da referida Companhia.

## História

### Origem
A história de Adamantina remonta à década de 1930, quando a Companhia de Agricultura, Imigração e Colonização (CAIC), em parceria com a Boston Castle Company Limited, lançou os alicerces do que viria a ser esta cidade. O engenheiro Alberto Aldwini liderou o desbravamento da densa mata em 1938, abrindo novos caminhos que ligavam a cidade de Tupã a Adamantina. Esse empreendimento visionário não apenas possibilitou a colonização da região, mas também incentivou o estabelecimento de propriedades rurais interligadas por estradas e abastecidas por água, criando um mosaico de desenvolvimento sustentável.

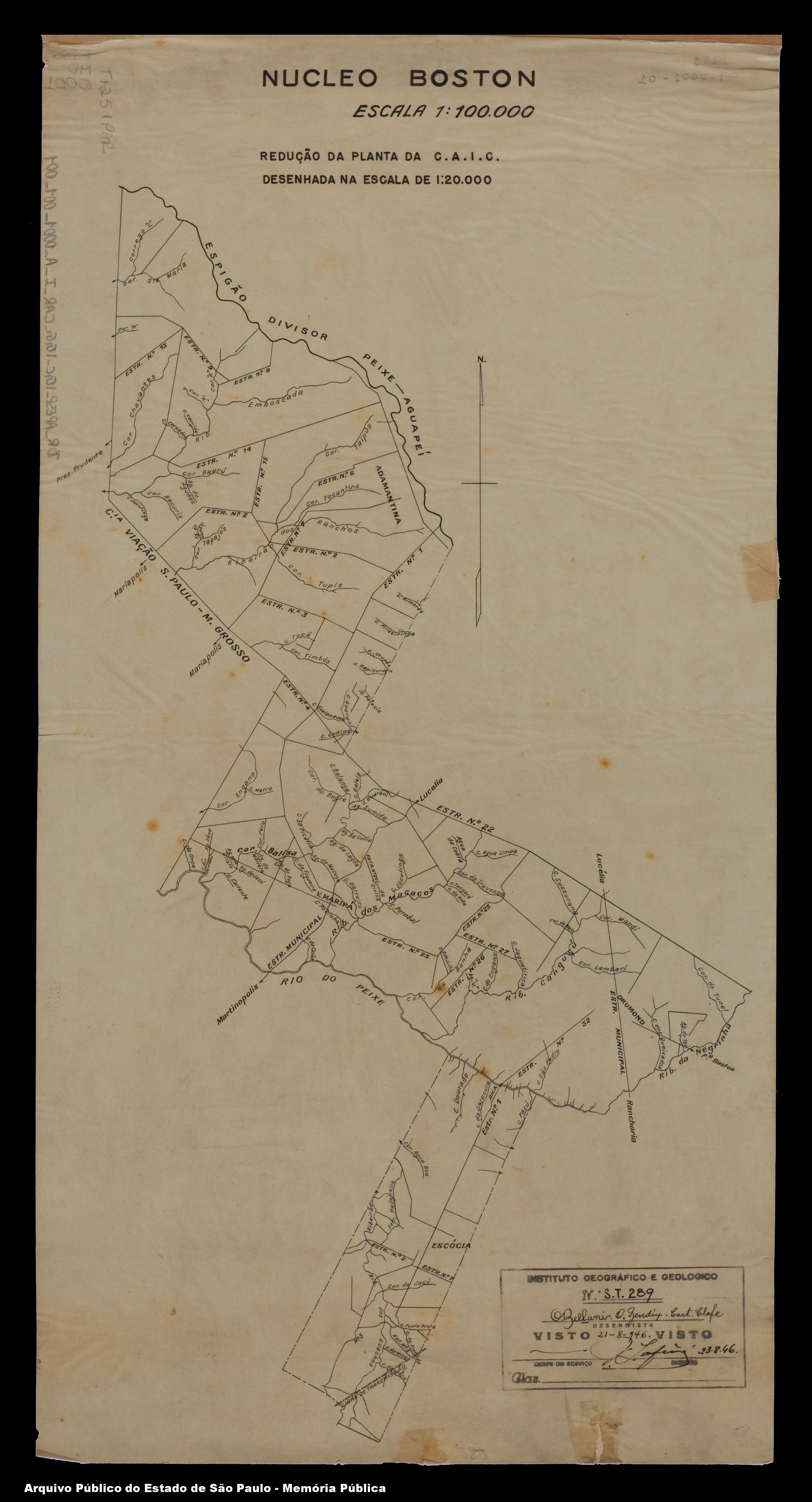
Planta do Núcleo Boston de colonização, incluindo Adamantina.

O ciclo cafeeiro e a chegada da ferrovia que terminava no município proporcionaram um rápido crescimento da cidade e da região que ia até o Rio Paraná. Em 24 de dezembro de 1948, foram criados o distrito e o município de Adamantina com território desmembrado do distrito sede de Lucélia e do distrito de Aguapeí do Alto, atual município de Flórida Paulista.

### Fatos históricos
- Durante a década de 1930, Adamantina testemunhou o influxo inicial de habitantes, com funcionários da Companhia Agrícola Imigração e Colonização - CAIC - estabelecendo-se na região. Esses pioneiros, liderados pela visão da CAIC e da Boston Castle Company Limited, abriram caminho pela densa vegetação em 1938, conectando Tupã a Adamantina. Esse marco histórico não só facilitou a colonização, mas também estimulou o surgimento de loteamentos na área. O crescimento populacional de Adamantina ganhou impulso em 1946, impulsionado pela próspera produção de café e a produção de cereais. Este período de expansão viu também o surgimento de infraestruturas essenciais, como o primeiro cinema e outras edificações, em 1947. O ápice dessa fase ocorreu em 24 de dezembro de 1948, quando foi sancionada a Lei nº 233, criando oficialmente o Município de Adamantina. No ano seguinte, em 2 de abril de 1949, ocorreu a instalação do município, marcada pela primeira eleição municipal, que elegeu Antonio Goulart Marmo como o primeiro prefeito da cidade.  A década de 1950 foi marcada por avanços significativos na infraestrutura e no desenvolvimento social de Adamantina. Em 1950, foi criada e instalada a paróquia de Santo Antônio, refletindo a importância da religião na vida da comunidade. Além disso, a chegada da estrada de ferro trouxe consigo melhorias substanciais, como a instalação de uma delegacia de polícia, um posto de saúde, a ampliação da rede elétrica, a construção de um ginásio e uma escola normal, além da pavimentação de vias, todos elementos essenciais para a qualidade de vida dos habitantes.  O ano de 1955 marcou um marco legal importante para Adamantina, com a criação da Comarca, estabelecida pela Lei n.º 2.456, de 31 de dezembro de 1953. Esse evento foi um reconhecimento do crescimento e desenvolvimento da cidade, consolidando sua importância regional.

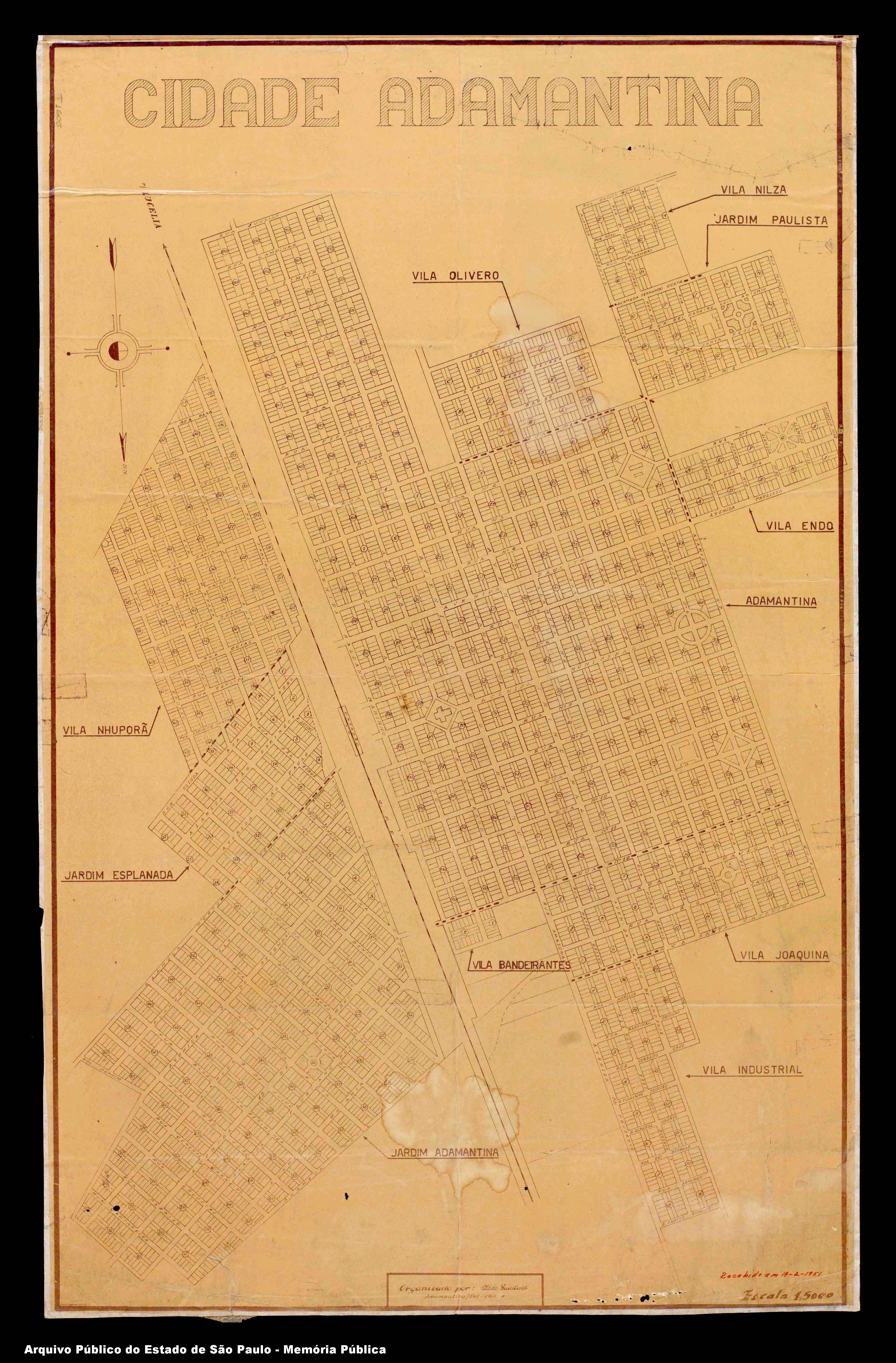
Planta da cidade (1948).

## Geografia
- CEP: 17800-000
- Altitude: 453 m
- Área Total: 411,8 km²

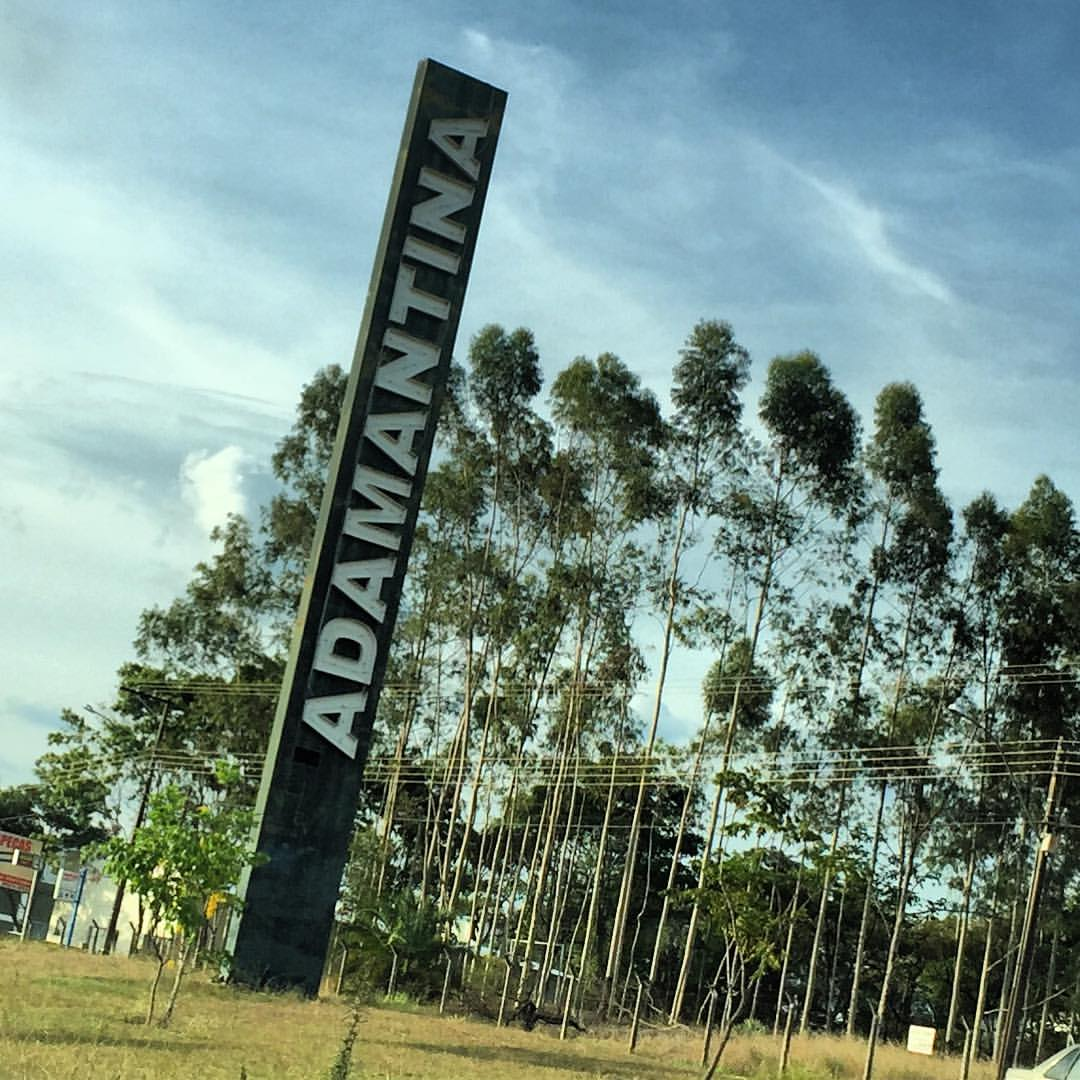
Entrada da cidade.

- Latitude: sede do município: 21º41'07" sul
- Longitude: sede do município: 51º04"21" oeste

### Clima
Cwa (invernos brandos e secos seguidos de verões muito quentes)

### Hidrografia
- Rio Aguapeí ou Feio
- Ribeirão Emboscada
- Ribeirão Tucuruvi
- Ribeirão Lajeado ou Aguapeí-Mirim
- Ribeirão dos Ranchos
- Ribeirão taipu

### Rodovias
- SP-294 - Rodovia Comandante João Ribeiro de Barros.

## Demografia

### População
| Crescimento populacional                             | Crescimento populacional | Crescimento populacional | Crescimento populacional |
| Ano                                                  | População Total          |                          | %±                       |
| ---------------------------------------------------- | ------------------------ | ------------------------ | ------------------------ |
| 1950                                                 | 35 223                   |                          | —                        |
| 1958                                                 | 29 228                   |                          | −17,0%                   |
| 1960                                                 | 34 206                   |                          | 17,0%                    |
| 1970                                                 | 31 798                   |                          | −7,0%                    |
| 1980                                                 | 32 049                   |                          | 0,8%                     |
| 1991                                                 | 32 091                   |                          | 0,1%                     |
| 2000                                                 | 33 497                   |                          | 4,4%                     |
| 2010                                                 | 33 797                   |                          | 0,9%                     |
| 2022                                                 | 34 687                   |                          | 2,6%                     |
| Est. 2024                                            | 35 642                   | [ 11 ]                   | 2,8%                     |
| Fontes: Censos Demográficos IBGE e Estimativas SEADE |                          |                          |                          |

### Dados demográficos
Dados do Censo - 2000
População total: 33.497
- Urbana: 30.368
- Rural: 3.129
  - Homens: 16.321
  - Mulheres: 17.176

Densidade demográfica (hab./km²): 81,34
Mortalidade infantil até um ano (por mil): 14,96
Expectativa de vida (anos): 71,71
Taxa de fecundidade (filhos por mulher): 1,98
Taxa de alfabetização: 90,52%
- Índice de Desenvolvimento Humano ([IDH]): 0,812
- IDH-M Renda: 0,753
- IDH-M Longevidade: 0,779
- IDH-M Educação: 0,903

População residente de dez anos ou mais de idade
- Total: 28.808
- Alfabetizada: 26.326
- População estimada em 1 de Julho de 2005 (IBGE): 34.378 habitantes.

(Fonte: IPEADATA)

## Política e administração
O poder executivo do município é representado pelo prefeito auxiliado por seu gabinete de secretários, seguindo o modelo proposto pela Constituição Federal. O primeiro prefeito do município de Adamantina foi Antônio Goulart Marmo, que esteve à frente do cargo entre 1949 e 1953. O atual prefeito é José Carlos Martins Tiveron, do Partido NOVO, eleito nas eleições municipais de 2024, com 39,44% dos votos válidos, tendo como vice-prefeita Lucia Yassuko Nakamura Haga (PRD), .
O poder legislativo é constituído pela Câmara de Vereadores, composta por 9 membros eleitos para mandatos de quatro anos. Cabe à casa elaborar e votar leis fundamentais à administração e ao executivo, especialmente o orçamento municipal (conhecido como Lei de Diretrizes Orçamentárias). O atual presidente da Câmara Municipal é o vereador Eder do Nascimento Ruete (NOVO), eleito por seus pares para presidir a mesa diretora para o biênio 2025/2026. Adamantina se rege por sua lei orgânica, promulgada em 04 de abril de 1990 e é sede de uma comarca do poder judiciário estadual.

## Infraestrutura

### Comunicações
O sistema de telefones automáticos foi inaugurado na cidade em 1977 pela Telecomunicações de São Paulo (TELESP), que também implantou o sistema de discagem direta à distância (DDD) em 1978 com o código de área (0189). Anteriormente a cidade era atendida pela Cia. Telefônica Rio Preto, empresa administrada pela Companhia Telefônica Brasileira (CTB).
Na década de 90 o código DDD da cidade foi alterado para (018), para padronização do sistema telefônico com a telefonia celular que estava sendo implantada em todo o estado.

### Educação e pesquisas
- CEETEPS - ETE Prof. Eudécio Luiz Vicente e ETE Eng. Herval Bellusci
- Faculdades Adamantinenses Integradas
- UNIFAI - Centro Universitário de Adamantina
- UNIVESP - Universidade Virtual do Estado de São Paulo.
- FATEC - Faculdade de Tecnologia do Estado de São Paulo.
- UNIASSELVI - Centro Universitário Leonardo da Vinci.
- UNIP - Universidade Paulista.
- Agência Paulista de Tecnologia dos Agronegócios/APTA Regional de Adamantina

### Transportes
- Aeródromo de Adamantina, aeroporto para aviões de pequeno porte, com aproximadamente 1 km de extensão de pista. Na região, com exceção das grandes cidades locais, é o único aeroporto com pista asfaltada.
- Transporte Circular, atendido por inciativa privada pela empresa Guerino Seiscento, atendendo Adamantina, pelo sistema circular dentro da cidade.
- Para pouso de helicópteros pode ser utilizado o Centro Esportivo, mediante autorização da prefeitura.

## Filhos ilustres
- Carlos Tramontina - Jornalista
- Paulo Roberto Beloto - Bispo Católico
- Cristiano Guilherme Borro Barbosa - Bispo Católico

## Religião

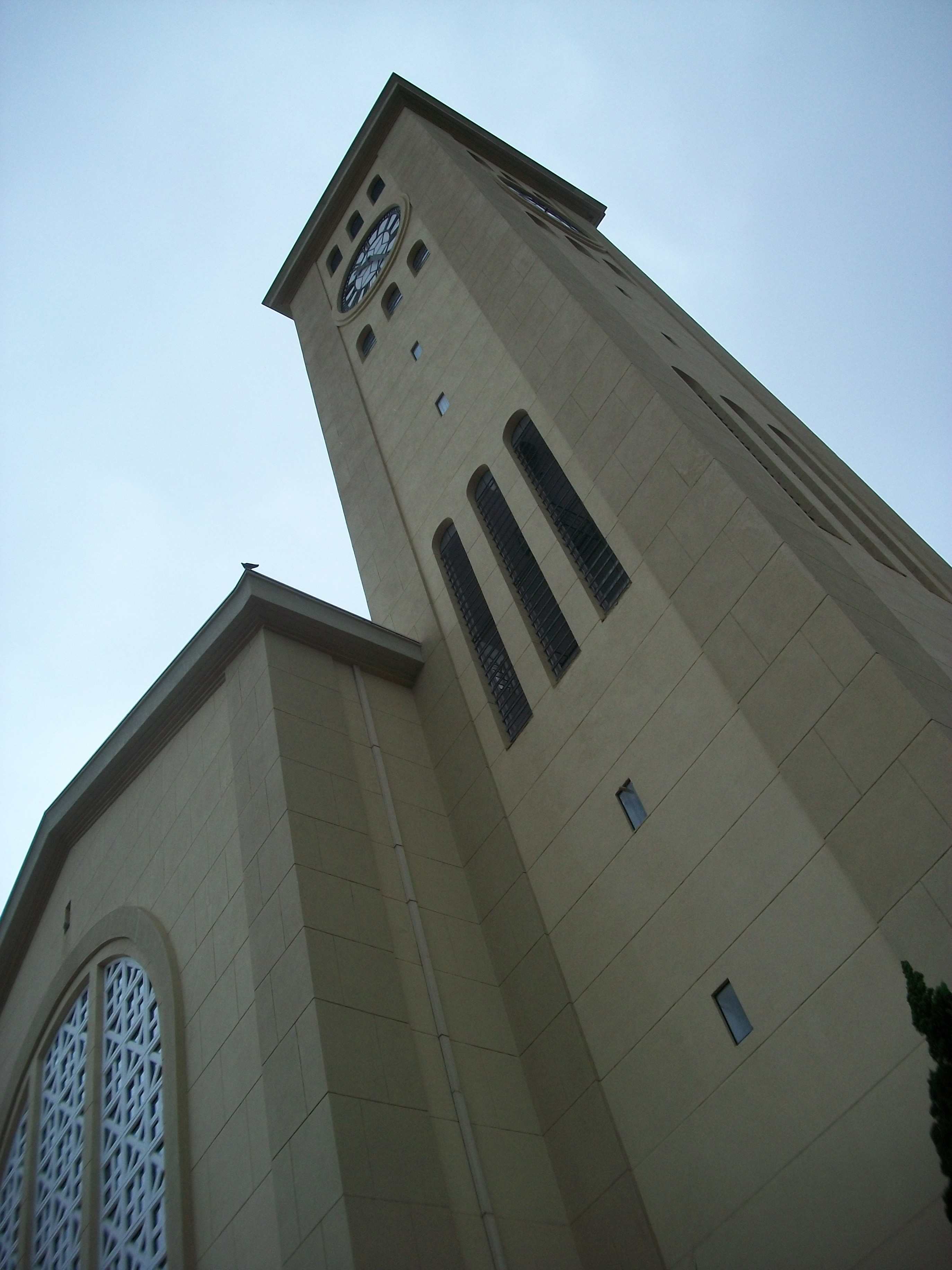
Torre Igreja Matriz

Adamantina possui diversas religiões, predominante cristãs IBGE/2011:
- 74,2% Católicos Apostólicos Romanos
- 17,4% Evangélicos
- 2,95% Sem Religião
- 2,2% Espíritas
- 0,98% Testemunhas de Jeová
- 0,6% Budistas
- 0,2% Ateus
- 0,2% Mórmons

O Cristianismo se faz presente na cidade da seguinte forma:

### Igreja Católica
- A igreja faz parte da Diocese de Marília.[26]

### Igrejas Evangélicas
- Assembleia de Deus Ministério do Belém.[27][28]
- Congregação Cristã no Brasil.[29]
- Igreja Batista
- Igreja Presbiteriana Independente do Brasil.[30]